# Джоел Макрей
Джоел Макрей (на английски: Joel McCrea) е американски актьор.

## Биография
Джоел Макрей е роден на 8 ноември 1905 година в Южна Пасадина, Калифорния. Той е син на Томас Макрей, изпълнителен директор в L.A. Gas & Electric Company, и Луиз „Лу“ Уипъл. Като малък Джоел работи като вестникар, доставяйки вестник „Лос Анджелис Таймс“ в домовете на Сесил Демил и други хора от филмовата индустрия. Също така има възможността да гледа как Д. У. Грифит снима филма „Нетърпимост“. Макрей работи като статист във филмова поредица с участието на Рут Роланд.
Макрей завършва гимназията в Холивуд и след това „Помона Колидж“ (клас през 1928 г.). Там той играе на сцена и взема курсове по драма и публично говорене, като същевременно се появява редовно в „Пасадена плейхаус“. През 1928 г. той също се среща с Уайът Ърп в Холивуд, по-късно през 1955 г. Макрей ще изобрази Ърп във филма „Уичита“. Като ученик в гимназията Макрей работи като дубльор и държи конете за холивудските каубойски звезди Уилям С. Харт и Том Микс. Макрей има любов и разбиране към конете от ранна възраст, а по-късно е смятан за един от най-добрите ездачи в уестърните.

### Кариера
Джоел Макрей работи като статист, каскадьор и актьор от 1927 до 1928 г., когато подписва договор с „Метро-Голдуин-Майер“. Той е избран за главна роля в „Ерата на джаза“ (1929) и получава своята първата главна роля през същата година в „Сребърната орда“. Премества се в RKO през 1930 г., където се утвърждава като красив и многостранен водещ мъж, способен да играе както в драми, така и в комедии.
През 30-те години Макрей участва в противоречивия филм с предварителен код „Райска птица“ (1932), режисиран от Кинг Видор, партнирайки на Долорес дел Рио. Играе в „Спортният парад“ (1932) на RKO с Уилям Гарган. През 1932 г. участва с Фей Рей в „Най-опасната игра“, където използват някои от декорите в джунглата, построени за „Кинг Конг“ (1933), както и членовете на актьорския състав Фей Рей и Робърт Армстронг, и е заснет през нощта, докато „Кинг Конг“ е заснет по време на деня. Първоначално Макрей е бил предназначен за героя Джак Дрискол в „Кинг Конг“, но той отказва ролята, защото не иска да стане типаж във „филми за джунглата“. Ролята впоследствие отива при Брус Кабът.
През 1934 г. той прави първите си изяви с две водещи дами, с които често е свързван, Мириам Хопкинс в „Най-богатото момиче в света“, първият от петте им съвместни филма и Барбара Стануик в „Хазартна дама“, първият от техните шест съвместни филма.
По-късно през десетилетието той е първият актьор, който играе „д-р Килдър“ във филма Internes Can't Take Money (1937) и участва в два мащабни уестърна „Уелс Фарго“ (1937) със съпругата си Франсис Ди, и „Юниън Пасифик“ (1939) на Сесил Демил.
Макрей достига върха на ранната си кариера в началото на 40-те години в трилъра на Алфред Хичкок „Чуждестранен кореспондент“ (1940), романтичната комедия „Колкото повече, толкова по-весело“ (1943), режисирана от Джордж Стивънс, и две комедии на Престън Стърджис „Пътешествията на Съливан“ (1941) и „Историята на Палм Бийч“ (1942). Докато снимаха „Пътешествията на Съливан“, на снимачната площадка се шегуваха, че главната актриса Вероника Лейк трябва да стои на кутия за някои снимки до високия Макрей, според съобщенията тя е с 16 инча по-ниска от Макрей и е невъзможно да се получат и двете им глави в един кадър.
Макрей отказа да играе в редица филми. Предложената му главна роля в „Пощальонът винаги звъни два пъти“ (1946), но той отказва, като казва: „Този герой е твърде голям жиголо. Не харесвам неговите морални стандарти“. Сред другите филми, които отказва, са „Спитфайър“ (1934), „Нетърпеливите години“ (1944), „Патрапник в прахта“ (1949) и „Историята на Уил Роджърс“ (1952). По време на Втората световна война Макрей отказва да играе военни герои с обяснението: „Бях твърде стар за военна служба, съответно бях твърде стар за такъв вид шоу“. Той също е известен със скромността си относно актьорските си способности и казва, че не се чувства достатъчно добър, за да играе определени роли. Също предпочита да играе роли, в които можеше да се види. Въпреки собственото си мнение за актьорската му игра Катрин Хепбърн смята, че той е един от най-добрите актьори, с които е работила. Тя вярва, че Макрей трябва да бъде класиран до Спенсър Трейси или Хъмфри Богарт.
Макрей участва и в два уестърна на Уилям Уелман The Great Man's Lady (1942), отново със Стануик, и „Бъфало Бил“ (1944), с главния актьор Едгар Бюканън и младата Морийн О'Хара. След успеха на филма „Вирджинецът“ (1946) Макрей прави уестърни до края на кариерата си, с две изключения: некредитирана роля във филм ноар от „Холивудска история“ (1951) и британския „Груба стрелба“ (1953).
На 19 ноември 1950 г. Макрей играе в телевизионен театър в адаптация на „Чуждестранен кореспондент“. В началото на 50-те той играе ролята на Джейс Пиърсън в радиосериала уестърн „Приказки за тексаските рейнджъри“. През 1955 г. той е Уайът Ърп в „Уичита“, режисиран от Жак Турньор. Асоциацията на чуждестранната преса в Холивуд награждава филма с отличия „Златен глобус“ за най-добър филм – драма на открито.
През 1959 г. Макрей и синът му Джоди участват в краткия телевизионен сериал на Ен Би Си „Уичита таун“. По-рано той е отказал водещата роля в „Сурова кожа“, чувствайки, че това ще го натовари твърде много. Няколко години по-късно се обединява с колегата си ветеран от уестърна Рандолф Скот в „Езда в планините“ (1962), режисиран от Сам Пекинпа, след което не прави друг игрален филм до The Young Rounders (1966). Трябваше да изминат още четири години до следващия му филм, но през 1970 г. излизат два: Cry Blood, Apache, отново със сина му Джоди, и „Нация сиукси“. Той прави последната си филмова поява през 1976 г. в „Страната на мустангите“.
Джоел Макрей участва в над сто филма, изпълнявайки главната роля в над осемдесет от тях. Той участва в три филма, които получават номинации „Оскар“ за най-добър филм: „Задънена улица“ (1937), „Чуждестранен кореспондент“ (1940) и „Колкото повече, толкова по-весело“ (1943).

### Признание
През 1968 г. Джоел Макрей получава награда за кариерно постижение от Асоциацията на филмовите критици в Лос Анджелис, а на следващата година е въведен в Залата на великите западни изпълнители в Националния музей на каубоите и западното наследство в Оклахома Сити, Оклахома.
Заради приноса си към киноиндустрията Макрей има звезда на Алеята на славата в Холивуд на 6901 Hollywood Blvd. и друга звезда на 6241 Hollywood Blvd. за приноса му към радиото.
Той също така е носител на наградата „Златна обувка“ през 1987 г., наградата „Златен лавр“ през 1951 г., награда за фотоигра през 1939 г. за изпълнението си в „Юниън Пасифик“, наградата „Сребърен медальон“ през 1982 г. и наградата на попечителите през 1976 г. за филма „Страната на мустангите“.

### Личен живот
Джоел Макрей се жени за актрисата Франсис Ди в Рай, Ню Йорк на 20 октомври 1933 г. след като се запознават по време на снимките на „Сребърната връв“. По стечение на обстоятелствата Ди е родена само на няколко пресечки от дома на Макрей, но се премества в Чикаго по време на детството си. Те имат трима сина, Джоди, Питър и Дейвид. Двамата са женени до смъртта на Макрей 57 години по-късно.

### Смърт
Джоел Макрей прави последната си публична изява на 3 октомври 1990 г. на събиране на средства за републиканския кандидат за губернатор Пийт Уилсън в Бевърли Хилс. Той почива по-малко от три седмици по-късно на 20 октомври в болница в Калифорния от пневмония на 84-годишна възраст.
След смъртта му семейството му дарява тридесет и пет акра от бившето негово ранчо на новосформираната YMCA Conejo Valley за град Таузънд Оукс, Калифорния. Те също така даряват 75 акра на Conejo Open Space Conservancy Agency (COSCA), която го определя като резерват за дивата природа Джоел Макрей и пет акра на Клуба на момчетата и момичетата в Камарильо.

## Избрана филмография
| Година | Филм                      | Оригинално заглавие   | Роля                | Режисьор      |
| ------ | ------------------------- | --------------------- | ------------------- | ------------- |
| 1932   | Райска птица              | Bird of Paradise      | Джони Бейкър        | Кинг Видор    |
| 1939   | Юниън Пасифик             | Union Pacific         | Капитан Джеф Бътлър | Сесил Демил   |
| 1940   | Чуждестранен кореспондент | Foreign Correspondent | Джони Джоунс        | Алфред Хичкок |
| 1949   | Територията на Колорадо   | Colorado Territory    | Уес Маккуин         | Раул Уолш     |
| 1962   | Езда в планините          | Ride the High Country | Стив Джъд           | Сам Пекинпа   |